# Julius Milde
Carl August Julius Milde, né le 2 novembre 1824 à Breslau et mort le 3 juillet 1871 à Meran, est un botaniste allemand qui s'est particulièrement intéressé aux cryptogames, fougères et mousses.

## Biographie
Milde étudie au fameux lycée Sainte-Marie-Madeleine de Breslau. Il s'intéresse à la botanique depuis son jeune âge. Il étudie les sciences naturelles à l'université de Breslau, en se consacrant en particulier à la botanique, ce qui lui attire les conseils paternels du professeur Heinrich Göppert qui lui demeurera lié sa vie durant. Sa thèse de 1850 connaît un tel retentissement que l'université léopoldine-carolingienne l'admet parmi les membres de son académie des sciences naturelles. À partir de 1853, il est professeur dans une Realschule de Breslau (l'école du Saint-Esprit; Zum Heiligen Geist). Il meurt à l'âge de quarante-huit ans[réf. nécessaire], alors qu'il faisait une cure à Meran.

## Quelques œuvres
- Die Verbreitung der schlesischen Laubmoose nach den Höhen und ihre Bedeutung für die Beurtheilung der schlesischen Flora, Jena 1861
- Die höheren Sporenpflanzen Deutschland's und der Schweiz, Leipzig 1865
- Bryologia silesiaca, Leipzig 1869